# Concattedrale del Divino Salvatore
La concattedrale del Divino Salvatore (in sloveno Sostolnica Kristusa Odrešenika) è la concattedrale della diocesi di Capodistria. Si trova a Nova Gorica, in Slovenia. È stata costruita nel 1982 su progetto dell'architetto Franc Kvaternik. Al suo interno il plastico in legno del Cristo e della via Crucis, opera del pittore Stane Jarm.
Il 15 marzo 2004 la chiesa è stata eretta a concattedrale della diocesi con il decreto Ut spirituali della Congregazione per i vescovi.